# Čachovice (nádraží)
Čachovice (do roku 2007 Vlkava) jsou železniční stanice ve východní části obce Čachovice v okrese Mladá Boleslav v Středočeském kraji, poblíž říčky Vlkavy. Leží na jednokolejné neelektrizované železniční trati Nymburk – Mladá Boleslav.

## Historie
Stanice byla otevřena 15. října 1870 na trati z Nymburka do Mladé Boleslavi jako součást odbočné trati Rakouské severozápadní dráhy (ÖNWB) primárně spojující Vídeň a Berlín, autorem univerzalizované podoby stanic pro celou dráhu byl architekt Carl Schlimp. V Mladé Boleslavi se trať dále napojila na již existující železnici společnosti Turnovsko-kralupsko-pražská dráha (TKPE) do Turnova. Z hospodářské podstaty regionu sloužily zde ležící tratě především k nákladní obsluze cukrovarského průmyslu.
Po ÖNWB v roce 1908 pak obsluhovala stanici jedna společnost, Císařsko-královské státní dráhy (kkStB), po roce 1918 pak správu přebraly Československé státní dráhy.

## Popis
Nachází se zde dvě nekrytá jednostranná nástupiště.